# John W. Kellette

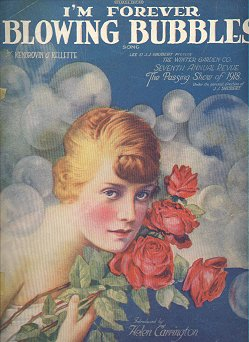
Copertina di I'm Forever Blowing Bubbles (1919)

John William Kellette (Lowell, giugno 1873 – Worcester, 7 agosto 1922) è stato uno sceneggiatore e musicista statunitense.

## Biografia
Nato nel Massachusetts nel 1873, Kellette lavorò nel cinema muto. Fece l'attore, l'aiuto regista, il regista, lo sceneggiatore. Autore di I'm Forever Blowing Bubbles, una celebre canzone che aveva debuttato nel 1918 a Broadway nel musical The Passing Show e che diventò presto un inno calcistico, il nome di Kellette compare come musicista e paroliere in venticinque film che hanno usato la sua canzone come colonna sonora.
Kellette morì il 7 agosto 1922 all'età di 49 anni a Worcester, nel nativo Massachusetts.

## Filmografia

### Sceneggiatore
- The Scrub Lady (1914)
- The Somnambulist (1914)
- Merely Mary Ann, regia di John G. Adolfi (1916)
- The Ragged Princess, regia di John G. Adolfi (1916)
- A Child of the Wild, regia di John G. Adolfi - storia e sceneggiatura (1917)

### Colonna sonora
- Poor Aubrey, regia di Bryan Foy (1930)
- Il filo del rasoio (The Razor's Edge), regia di Edmund Goulding (1946)

### Regista
- Before the Circus
- After the Circus (1919)

### Aiuto regista
- A Modern Thelma, regia di John G. Adolfi (1916)
- Queen of the Sea, regia di John G. Adolfi (1918)
- A Fallen Idol, regia di Kenean Buel (1919)
- My Little Sister, regia di Kenean Buel (1919)

### Attore
- A Child of the Wild, regia di John G. Adolfi (1917)